# Геологія Естонії
Геологія Естонії
Визначається розташуванням Естонії в північно-західній частині Східно-Європейської платформи. Більша частина являє собою південний схил Балтійського щита, або Естонська монокліналь, лише крайні південно-західна і південно-східна частини є крилами відповідно Балтійської синеклізи і Валмієро-Локновського підняття. 
Глибина залягання кристалічного фундаменту 110-240 м, максимум 600 м. Породи фундаменту представлені археєм і нижнім протерозоєм — гнейси, мігматити та ін., які зім'яті в складки, розчленовані на окремі блоки тектонічними розломами і прорвані інтрузивами або гранітоїдними жилами. Місцями  розвинене залізне зруденіння (Йихвіська аномалія). 
Осадовий чохол представлений піщано-глинистими відкладами венду (потужність до 110 м) і кембрію (до 125 м), карбонатними породами (вапняк, доломіт, мергель) ордовика (до 183 м) і силуру (до 436 м), теригенними і карбонатними породами девону (до 550 м) і покривними четвертинними відкладами. До ордовицької частини розрізу на півночі і північному сході приурочені поклади фосфоритів і горючих сланців, а також більшість родовищ нерудних будівельних матеріалів (вапняк, доломіт). 
З відкладами кембрію та девону пов'язані родовища керамічних глин і скляних пісків. Четвертинні відклади, які розвинені повсюдно і представлені різними генетичними типами, мають потужність 207 м. Найпоширеніші льодовикові і водно-льодовикові відклади — морена, гравій, пісок, стрічкова глина та ін. З четвертинними відкладами пов'язані основні родовища будівельних пісків, поклади торфу, вапна, а також сапропелі і лікувальні грязі. Сейсмічність території Естонії невисока. 